# Trustport
A TrustPort a.s biztonsági szoftvert gyártó cég, székhelye Csehország, Brno. 
A számítógép- és az adatvédelem található termékei középpontjában.
A vírusok, kémprogramok, és rosszindulatú szoftverek ellen kiemelkedő hatékonyságú tűzfalával és egyedülálló dupla motoros antivírus programjával veszi fel a versenyt, míg a kéretlen reklámüzenetek (spam) vagy kifogásolható webes tartalmak ellen szűrő funkció használható. A TrustPort, az egyszerű szabályok és a heurisztikus elemzés alapján fejleszti a szűrő technológiáit.
A számítógép használatakor fontos továbbá a titoktartás és az elektronikus adatok hitelességének megőrzése. A TrustPort termékei szimmetrikus és aszimmetrikus kriptográfiát
is használnak az adatok titkosítására vagy épp az elektronikus aláírásra. A TrustPort programok elterjedtek mind a személyes mind a vállalati hálózatok védelmében.

## Története
A TrustPort elődje, az 1991-ben alapított AEC (Association for Electronics) volt, melynek már akkor fő profilja az informatikai szolgáltatások, adatbiztonság volt. 
1993-ban a többi gyártó termékei mellett elkezdte fejleszteni saját biztonsági szoftverét. Az eredeti AEC szoftverek az 1900-as években, IronWare néven kerültek a boltok polcaira. Termékei az IronWall (fájl titkosítás), Ironbridge (hálózati kommunikáció védelme),  IronMail (elektronikus levél titkosítás) és IronFolder (automatizált titkosítás és visszafejtés a megadott mappába) voltak.
A szoftver fokozatosan IronWare Security Suite-ként vált ismertté a felhasználók körében. 2000. szeptemberében az AEC és a Norman ASA között létrejött szerződés értelmében a szoftver jogai a Norman-ra szálltak és a fejlesztői csapat is áttette székhelyét az új céghez.  A szoftver új neve Norman Security Suite lett. Az AEC továbbra is értékesítette a szoftvert, mint a Norman üzleti partnere.
2002. márciusában az AEC bemutatta a CeBIT számítógépes expon a DataShredder, TrustMail és TrustPort Encryption, evvel elősegítve az újbóli saját termelést. A DataShredder-t az érzékeny adatok visszafordíthatatlan törlésére, a TrustMail-t titkosításra és adatok aláírására, a TrustPort Encryption-t a fájlok titkosítása tervezték, mind a személyi számítógépekre és a mobil eszközökre.
2003. januárjában az AEC elindította a TrustPort Certification Authority-t, mely az első minősítő hatóság a Cseh Köztársaságban, mely támogatja a digitális időbélyegzést. 2003. áprilisában kiadták a TrustMail második változatát, melyben megtalálható ez az új technológia. 2003-ban, átfogó biztonsági megoldás, az úgynevezett TrustPort Phoenix Rebel kezdett alakot ölteni. Az ötlet az volt, hogy építsenek egy olyan átfogó szoftvert, melybe integrálják az egyes elemeket.  A koncepció szerint fontos szempont a számítógépek biztonsága a vírusok, kártékony szoftverek, spamek ellen, tartalmazni kell egy kiemelkedő hatékonyságú tűzfalat, valós idejű titkosítást és mind a személyi számítógépeken, mind a szervereken futtatható kell legyen.
2005-ben a TrustPort Phoenix Rebelben minden elem a helyére került. Eredetileg 3 fő termék került volna piacra: 
a TrustPort Phoenix Rebel Workstation, TrustPort Phoenix Rebel Servers és végül a 
TrustPort Phoenix Rebel Management. Az első termék TrustPort Workstation, míg a második 
TrustPort Internet Gateway néven vált fokozatosan ismertté. 2007. májusában az AEC piacra dobta a 
TrustPort WebFilter-t, mely blokkolja a nemkívánatos webes tartalmat.
2007. novemberében az AEC új tulajdonosa a Cleverlance lett. A cég, új tulajdonosként stratégiai elhatározást hozott, hogy alakítsanak egy önálló vállalatot az AEC fejlesztési osztályából.
2008. márciusában az új cég TrustPort néven hivatalosan is belépett a cégnyilvántartásba, a vezérigazgató Jiří Mrnuštík.
2008. júniusában a TrustPort hivatalosan is kivált az AEC-ből és áttette székhelyét a Spielberk Irodaház-ba.
2008. áprilisában két fontos változás történt a TrustPort termékkínálatában. A TrustPort Workstation-t átkeresztelték TrustPort PC Security-re és létrejött a TrustPort Antivirus, mint önálló termék azon ügyfeleknek, akik egy átfogó biztonsági csomagot keresnek. 2008. novemberében egy megújult termékcsalád, a TrustPort Antivirus 2009 és a TrustPort PC Security 2009 került bevezetésre, míg 2009. januárjában a hordozható adattárolók védelmére kifejlesztett  TrustPort USB Antivirus került a boltok polcaira.
2009. februárjában Vladislav Němec nevezték ki új vezérigazgatónak.
A 2009-es év folyamán Nagy-Britanniában, Kanadában, Olaszországban, Indiában, Mexikóban, Spanyolországban és Franciaországban is forgalmazni kezdték a TrustPort termékeket. 
2009. novemberében megjelent a TrustPort Antivirus 2010 és a TrustPort PC Security 2010, melyekben új funkcióként az automatikus szoftverfrissítés, e-mail kliens plugin, és a nyelv választás voltak többek közt megtalálhatók.
2010. áprilisában, a TrustPort termékpalettája kibővült a TrustPort eSign Pro-val.
A TrustPort, hogy megfeleljen a különböző fogyasztói szegmenseknek, 2010. szeptemberében átalakította portfólióját. Az otthoni 
felhasználóknak és kis irodáknak a  TrustPort Antivirus 2011, a TrustPort Internet Security 2011 és a 
TrustPort Total Protection 2011 termékek kerültek bevezetésre, míg a közép-és nagyvállalatoknak a  
TrustPort Security Elements került forgalomba, melyen négy különböző védelmi szint áll rendelkezésre.
2011. júliusa óta, már Magyarországon is kapható a TrustPort USB Antivirus, mely lehetővé teszi, hogy bármilyen adathordozót -legyen az pendrive, memóriakártya vagy akár egy egyszerű tárolóeszközként működni képes hordozható médialejátszó- profi vírusirtó eszközzé alakítsunk, egy hagyományos vírusirtó szoftver árának töredékéért. Ha ez nem lenne elég, akkor a TrustPort USB Antivírus programmal felruházott USB eszközt korlátlan számú gép vírusirtására lehet használni!
2011. augusztusában a TrustPort Antivirus 2012 élen végzett a legfrissebb Virus Bulletin összehasonlításon.
2011. októberében, új adatvédelmi termék a vállalati igények kielégítésére a TrustPort Tools.